# Kicking & Screaming
Kicking & Screaming er en amerikansk komediefilm fra 2005 instrueret af Jesse Dylan med Will Ferrell og Robert Duvall i hovedrollerne.